# Фантомас против Фантомаса (фильм, 1949)
Фантомас против Фантомаса (фр. Fantômas contre Fantômas) — французский приключенческий фильм 1949 года, поставленный режиссером Робером Вернэ по роману Марселя Аллена. В 1914 году фильм с таким же названием был срежиссирован Луи Фейадом.

## Сюжет
Известный хирург Франсуа де Бреваль после того, как был отвергнут любимой женщиной, красавицей Ирен де Шарра, пропадает без вести после автомобильной аварии. Некоторое время спустя, Париж начинает жить в страхе за серию загадочных убийств и похищений, совершенных за подписью Фантомас. Некоторые убийцы были задержаны, но они не могут объяснить причин своих действий. Однако, у каждого из них находят на голове следы от трепанации.
Ограбленные торговцы с черного рынка объединяются, чтобы попросить помощи у инспектора Жюва. Совместно с журналистом Фандором инспектор вскоре находит тайную операционную комнату со следами проведения трепанаций. Хирургу, который оказался не кем иным, как Бревалем, удается избежать захвата, но его похищает Фантомас, разъяренный тем, что тот лицемерно использовал его имя. Запугиваниями Фантомас заставляет хирурга работать на него, надеясь на главе армии преступников, созданных где Бревалем, навязать свою волю властям. Но Жюву с помощью журналиста Фандора, удается найти его логово в заброшенном монастыре.
Логово Фантомаса обследует полиция, а тем временем обезумевший Бреваль освобождает всех изготовленных им зомби. При попытке побега Фантомас оказывается в окружении четырех из них, с которыми он вступает в смертельную драку. Тем временем появляются Жюв и Фандор. Они чистят наполненный серной кислотой бассейн, где Бреваль растворял образцы своих неудачных экспериментов, и находят там часть истерзанного тела, которая могла принадлежать Фантомасу. Но Жюв не очень в этом уверен…

## В ролях
- Морис Тейнак — Фантомас
- Эме Кларион — Бреваль
- Александр Риньо — комиссар Жюв
- Антуан Бальпетре — председатель правления
- Жан д’Ид — невролог
- Эндрюс Энгельман